# セフィーヌ
株式会社セフィーヌ（英: CEFINE COSMETICS Inc.）は、化粧品の製造・販売を主な事業とする日本のサロン専売用化粧品メーカー。

## 概要
主に基礎化粧品、メイクアップ化粧品、ヘアケア製品が主力である。

## サロン専売品
「ファンデーション」を中心としたメイクアップ製品からスキンケア、ヘアケア製品、美容機器をサロン専売品として扱っている。
また、2002年よりロシアなどの海外化粧品市場にも進出している。

## 沿革
- 1994年 - 株式会社セフィーヌとして設立。

## 主要事業所
- 本社・事業所 - 東京都新宿区四谷
- 本店営業所 - 東京都新宿区四谷